# ISO 3166-2:NP

Provinzen von Nepal

Die Liste der ISO-3166-2-Codes für  Nepal enthält die Codes für die 7 Provinzen.

Die Codes bestehen aus zwei Teilen, die durch einen Bindestrich voneinander getrennt sind. Der erste Teil gibt den Landescode gemäß ISO 3166-1 (für  Nepal NP), der zweite den Code für die Provinz wieder.
Die aktuellen Codes stehen auf der Seite der ISO unter #iso:code:3166:NP zur Verfügung.

| Provinz               | Code  |
| --------------------- | ----- |
| Provinz Bagmati       | NP-P3 |
| Provinz Gandaki       | NP-P4 |
| Provinz Karnali       | NP-P6 |
| Provinz Koshi         | NP-P1 |
| Provinz Lumbini       | NP-P5 |
| Provinz Madhesh       | NP-P2 |
| Provinz Sudurpashchim | NP-P7 |